# Cantón de Vicdessos
El cantón de Vicdessos era una división administrativa francesa, que estaba situada en el departamento de Ariège y la región de Mediodía-Pirineos.

## Composición
El cantón estaba formado por diez comunas:
- Auzat
- Gestiès
- Goulier
- Illier-et-Laramade
- Lercoul
- Orus
- Sem
- Siguer
- Suc-et-Sentenac
- Vicdessos

## Supresión del cantón de Vicdessos
En aplicación del Decreto nº 2014-174 de 18 de febrero de 2014, el cantón de Vicdessos fue suprimido el 22 de marzo de 2015 y sus 10 comunas pasaron a formar parte del nuevo cantón de Sabarthès.